# Pseudoplatyura agricolae
Pseudoplatyura agricolae är en tvåvingeart som först beskrevs av Marshall 1896.  Pseudoplatyura agricolae ingår i släktet Pseudoplatyura och familjen platthornsmyggor. Inga underarter finns listade i Catalogue of Life.